# Rymosia lacki
Rymosia lacki är en tvåvingeart som beskrevs av Edwards 1935. Rymosia lacki ingår i släktet Rymosia och familjen svampmyggor.
Artens utbredningsområde är Grönland. Inga underarter finns listade i Catalogue of Life.